# An Introduction
An Introduction è una raccolta dei Van der Graaf Generator pubblicata nel 2000 da Virgin Records.

## Il disco
La raccolta contiene brani tratti dagli album a partire da The Least We Can Do Is Wave To Each Other fino a The Quiet Zone/The Pleasure Dome.

## Tracce
1. Darkness
2. Refugees
3. Killer
4. Theme 1
5. Man-Erg
6. Sleepwalkers
7. Still Life
8. When She Comes
9. The Sphinx in The Face

## Formazione
- Peter Hammill= Voce, chitarra, pianoforte
- Guy Evans= Batteria
- Hugh Banton= Tastiere
- David Jackson= Sassofono, flauto
- Nic Potter= Basso elettrico
- Graham Smith= Violino